# 尹伊君
尹伊君（1962年10月—），男，满族，陕西安康人，中华人民共和国政治人物，二级大检察官，现任吉林省人民检察院党组书记、检察长。